# البرت دی. توماس
البرت دی. توماس (به انگلیسی: Elbert D. Thomas) سناتور سابق عضو حزب دموکرات ایالات متحده آمریکا بود. وی در سال ۱۹۳۳ تا ۱۹۵۱ میلادی سناتور ایالت یوتا در سنای ایالات متحده آمریکا بود.